# 木村知石
木村 知石（きむら ちせき、1907年6月10日 - 1983年11月27日）は、大阪市西区生まれの書家。日展評議員を務めた。

## 経歴
1907年（明治40年）、大阪市西区に生まれた。1924年（大正13年）に黒木拝石に勧誘されたことがきっかけで、拝石に師事する（同門には小坂奇石がいる）。1942年（昭和17年）には第11回東方書道会展に出品した作品で最高賞を獲得した。
しかし、太平洋戦争の戦時体制が強化され、各書道団体、書家が書道報国会に結集すると、木村はこれを嫌って郊外へ疎開、戦後もしばらく書壇との関係を絶った。
1952年（昭和27年）になって日本書作院が、平尾孤往、津金寉仙らの回瀾書道会と手島右卿らの独立書道会（現在の独立書人団）とに分裂すると、木村は回瀾書道会に同人として参加し、書活動を再開する。
翌1953年（昭和28年）、1954年（昭和29年）には日展で特選を連続受賞した。
また、1969年（昭和44年）には「蘇東坡詩（老人癡鈍已逃寒）」で日展文部大臣賞を受賞。1976年（昭和51年）には日本芸術院賞を受賞した。
1983年、76歳で死去し、勲四等旭日小綬章が追贈された。翌年の日展には「鴛鴦延壽」が遺作として出品された。

## 出品作
- 五言対聯（春来花落）（1963年、現代書家三十人展）（左手書きを試みたもの）
- 天魔膽落（1968年、第11回日展）
- 蘇東坡詩（老人癡鈍已逃寒）（1969年、改組日展）

他

## 作品集
- 『木村知石作品集』東京堂出版、1980年
- 『木村知石書法』尚学図書、1982年（現代日本書法集成）

## 映像
- 『書・20世紀の巨匠たち』第3巻、天来書院（VHS・DVD）